# Moritz Eichhorn
Moritz Eichhorn (* 1984) ist ein deutscher Journalist.

## Leben
Eichhorn ging in Bonn und Berlin zur Schule und absolvierte dabei ein Auslandsjahr in den USA. Nach seinem Abitur 2004 absolvierte er den Grundwehrdienst. Anschließend begann er ein Studium der Philosophie und Internationalen Beziehungen in St Andrews in Schottland. An der London School of Economics erwarb er 2012 einen Masterabschluss in Political Theory. Während des Studiums machte Eichhorn Praktika bei Sotheby’s, im Deutschen Bundestag, bei Volkswagen, der taz und der deutschen Botschaft in Tel Aviv.
Nach dem Studium absolvierte Eichhorn Praktika bei Redaktionen für den Online-Auftritt und Printversionen der Bild-Zeitung. Nach einer kurzen Tätigkeit als freier Journalist volontierte Eichhorn in der Redaktion der Welt-Gruppe. Später wurde er Politikredakteur der FAZ und der FAS. Eichhorn war stellvertretender Pressesprecher der FDP und Chefredakteur der Parteizeitung fdplus. 2020 gründete er das Medizintechnik-Startup Sphaira Medical. 2021 wurde er Redakteur der Berliner Zeitung, wo er 2023 Leiter des Ressorts Politik wurde. Anschließend wurde er stellvertretender Chefredakteur.